# Horky (Svitavyi járás)
Horky település Csehországban, a Svitavyi járásban. Horky Tisová, Bohuňovice, Cerekvice nad Loučnou és České Heřmanice településekkel határos. Lakosainak száma 147 fő (2024. január 1.).

## Népesség
A település lakosságának változását az alábbi diagram mutatja:
| Lakosok száma | 287  | 317  | 286  | 205  | 118  | 107  | 119  | 123  | 135  | 147  |
|               | 1869 | 1890 | 1921 | 1950 | 1980 | 2001 | 2017 | 2019 | 2022 | 2024 |